# Cardeal-tecelão-vermelho
Bispo-vermelho, bispo-vermelho-de-asa-castanha ou cardeal-tecelão-vermelho (Euplectes orix) é uma ave passeriforme da família Ploceidae.
Conhecida como Tecelão por causa dos seus ninhos, assemelhados a um cesto trançado. O macho constrói o ninho, para a atrair a fêmea, e esta geralmente recusa o ninho e o destrói. Então o macho tem que fazer vários outros seguidos, até a fêmea aceitá-lo. No fim desse processo a fêmea pões seus ovos no ninho, e o macho a esta altura está exausto de tantos ninhos que construiu.